# 캐나다 시간
캐나다는 6개의 시간대로 나뉘어 있다. 대부분의 주 및 준주에서는 11월 첫 번째 일요일부터 3월 두 번째 일요일까지 표준 시간을 적용하고 나머지 기간에는 일광 절약 시간제를 시행한다.
시간대 사이의 구분은 24시간제, 세계 시간대 시스템 및 표준 본초 자오선의 사용을 개척한 캐나다 스코틀랜드 철도 기술자 샌드포드 플레밍의 제안을 기반으로 한다.
|  | 표준                   | DST                    | 시간대            |
|  | ---------------------- | ---------------------- | ----------------- |
|  | UTC−08:00              | UTC−07:00              | 태평양 표준시     |
|  | UTC−07:00 (year round) | UTC−07:00 (year round) | 산악 표준시       |
|  | UTC−07:00              | UTC−06:00              | 산악 표준시       |
|  | UTC−06:00 (year round) | UTC−06:00 (year round) | 중부 표준시       |
|  | UTC−06:00              | UTC−05:00              | 중부 표준시       |
|  | UTC−05:00 (year round) | UTC−05:00 (year round) | 동부 표준시       |
|  | UTC−05:00              | UTC−04:00              | 동부 표준시       |
|  | UTC−04:00 (year round) | UTC−04:00 (year round) | 대서양 표준시     |
|  | UTC−04:00              | UTC−03:00              | 대서양 표준시     |
|  | UTC−03:30              | UTC−02:30              | 뉴펀들랜드 표준시 |